# Arabian Horse
Arabian Horse – siódmy studyjny album islandzkiego zespołu GusGus, którego premiera odbyła się 23 maja 2011. W Polsce płyta wydana została 19 sierpnia 2014. Autorem fotografii wykorzystanych na okładce albumu jest polski fotograf – Wojciech Kwiatkowski.

## Lista utworów
| Nr | Tytuł                    | Długość |
| -- | ------------------------ | ------- |
| 1  | „Selfoss”                | 5:42    |
| 2  | „Be With Me”             | 5:10    |
| 3  | „Deep Inside”            | 4:47    |
| 4  | „Over”                   | 5:54    |
| 5  | „Within You”             | 5:38    |
| 6  | „Arabian Horse”          | 6:03    |
| 7  | „Magnified Love”         | 4:54    |
| 8  | „Changes Come”           | 7:33    |
| 9  | „When Your Lover′s Gone” | 5:24    |
| 10 | „Benched”                | 8:20    |